# 2202 Pele
2202 Pele este un asteroid din grupul Amor, descoperit pe 7 septembrie 1972 de Arnold Klemola.

## Denumirea
Denumirea satelitului provine de la Pele, numele zeiței focului din Mitologia hawaiiană.

## Caracteristici
Distanța sa minimă față de orbita terestră este de 0,146410 u.a.